# Kleinheppacher Kopf
Der Kleinheppacher Kopf ist eine 452 m ü. NHN hohe Erhebung und ein Ausläufer der Buocher Höhe in Baden-Württemberg.

## Geographische Lage
Der Kleinheppacher Kopf ist der Hausberg von Kleinheppach. Der Gipfel ist rund 400 m in nordöstlicher Richtung vom Kleinheppacher Ortsrand entfernt und von dem von Korb in rund 700 m in südöstlicher.
In Richtung Norden folgen die beiden Nachbarberge der Bergkette über Korb, der Hörnleskopf und Korber Kopf. Die Rems fließt etwa 1,9 km im Süden.
Während der Gipfel des Kleinheppacher Kopfs bewaldet ist, werden die remsseitigen Hänge als Weinberge genutzt.
Vom Gipfel aus führen mehrere Wanderwege und Lehrpfade durch die Weinberge nach Kleinheppach und Großheppach sowie durch den Wald nach Buoch und Gundelsbach. Vom Gipfel aus erreicht man in 10 Gehminuten das Beinsteiner Seele, an dem sich ein Grillplatz und ein Spielplatz mit Schutzhütte befinden.

## Besonderheiten

Panoramaansicht auf Korb vom Kleinheppacher Kopf

Der Gipfel nimmt eine große Freifläche mit Grill- und Spielplatz ein. Wegen seiner exponierten Lage bietet er einen weiten Ausblick über das untere Remstal und bis hin nach Stuttgart.
An drei separaten Plätzen auf dem Gipfel des Kleinheppacher Kopf starten auch Gleitschirm- und Drachenflieger.
Seit vielen Jahrzehnten findet an Christi Himmelfahrt und am darauffolgenden Sonntag das Kleinheppacher Bergfest statt. Veranstalter ist der Männergesangsverein (MGV) Kleinheppach.